# أبي وابني (فلم)
أبي وابني هو فيلم دراما تركي صدر عام 2005 من سيناريو وإخراج المنتج والمخرج التركي سيغان إرمارك، تم بدء عرضه في دور السينما الأوروبية في 9 مارس 2006.

## وصلات خارجية
- مقالات تستعمل روابط فنية بلا صلة مع ويكي بيانات